# 11. фебруар
11. фебруар је четрдесет други дан у години у Грегоријанском календару. 323 дана (324 у преступним годинама) остаје у години после овог дана.

## Догађаји
- 660. п. н. е. - Цар Џиму оснива Јапан.
- 1531 — Енглески краљ Хенри VIII признат за поглавара Англиканске цркве.
- 1752 — Бенџамин Френклин је отворио Пенсилванијску болницу, прву болницу у Сједињеним Америчким Државама.
- 1790 — Квекери су поднели петицију америчком Конгресу за укидање ропства.
- 1858 — Током рата за реформу (1856—1861) Бенито Хуарез проглашен је у Веракрузу уставним председником Мексика.
- 1873 — Под притиском републиканаца абдицирао је шпански краљ Амадео и проглашена је прва шпанска република.
- 1889 — У Јапану је усвојен устав, којим је предвиђен дводомни парламент, али је цар задржао извршну власт.
- 1919 — Фридрих Еберт је изабран за првог председника Немачке, која је после Првог светског рата постала република.
- 1929 — Споразумом у Латерану између Италије и Свете столице створена је независна папска држава Ватикан. Тиме је решено „Римско питање“ – спор италијанске државе и Свете столице настао 1870. године, после прикључења Италији папске државе и града Рима.
- 1942 — Отпочела немачка Операција Керберус, велики поморски окршај који се одиграо током Другог светског рата у којем је немачка поморска ескадра сачињена од бојних крсташа Шархнорст и Гнајзенау, тешке крстарице Принц Еуген и већег броја разарача, испловила из луке Брест, пробила британску блокаду у каналу Ламанш и упловила у своју матичну луку у Немачкој.
- 1945 — У Јалти на Криму завршена је Кримска конференција лидера трију великих сила антихитлеровске коалиције. Председник САД Рузвелт, лидер СССР Стаљин и британски премијер Черчил ускладили су војне планове за окончање Другог светског рата, одредили нове односе у Европи и договорили се о оснивању Уједињених нација.
- 1953 — Председник САД Двајт Ајзенхауер је одбацио апел за помиловање Џулијуса и Етел Розенберг.
- 1958 — Тунис је обавестио Француску да њени ратни бродови више неће моћи да користе луку Бизерта.
- 1959 — Проглашена Федерација Арапских Емирата Југа.
- 1970 — Јапан је постао четврта земља у свету која је лансирала вештачки сателит.
- 1971 — Представници 63 земље потписали су споразум о забрани складиштења нуклеарног оружја на дну мора и океана.
- 1973 — Пуштени су први амерички ратни заробљеници из Вијетнамског рата.
- 1975 — Маргарет Тачер изабрана је за председника Конзервативне странке, као прва жена која је у Уједињеном Краљевству постала шеф политичке партије.
- 1990 — Лидер Афричког националног конгреса (АНЦ) Нелсон Мандела пуштен је на слободу након 27 година проведених у јужноафричким затворима.
- 1994 — Пет америчких космонаута (Чарлс Болден, Кенет Рајтер, Јан Дејвис, Чанг Дијаз Франклин, Роналд Сега) и један руски (Сергеј Крикаљов) спустили су се у шатлу "Дискавери" на Земљу, окончавши прву америчко-руску спејс шатл мисију.
- 1996 — У снажној експлозији аутомобила-бомбе у Алжиру убијено је 17 људи, а рањено више од 90.
- 1997 — Свемирски шатл Дискавери је лансиран на мисију сервисирања телескопа Хабл.
- 1997 — Под притиском међународне јавности и тромесечних грађанских и студентских протеста председник Србије Слободан Милошевић је посебним законом (lex specialis) признао резултате локалних избора на којима је победила опозициона коалиција „Заједно“.
- 2001 — Око 7.500 људи демонстрирало је у Немачкој против марша неонациста који је окупио око 250 присталица.
- 2002 — Као одговор на нападе на израелске цивиле, израелски авиони и хеликоптери напали су палестинске центре безбедности у Гази.
- 2011 — Под притиском протестаната председник Египта Хосни Мубарак је поднео оставку после више од 29 година на власти.

## Рођења
- 1261 — Отон III Вителсбах, краљ Угарске (прем. 1312)[1]
- 1466 — Елизабета од Јорка, енглеска краљица (прем. 1503)[2]
- 1507 — Филип II Московски, руски светитељ (прем. 1569)[3]
- 1535 — Папа Гргур XIV (прем. 1591)[4]
- 1657 — Бернар ле Бовије де Фонтенел, француски књижевник (прем. 1757)[5]
- 1754 — Танаско Рајић, српски устаник (прем. 1815)[6]
- 1776 — Јоанис Каподистријас, руски и грчки државник (прем. 1831)[7]
- 1800 — Вилијам Хенри Фокс Талбот, енглески проналазач, фотограф, лингвиста и математичар (прем. 1877)[8]
- 1812 — Александер Стивенс, амерички политичар и адвокат (прем. 1883)[9]
- 1813 — Ото Лудвиг, немачки књижевник (прем. 1865)[10]
- 1839 — Џосаја Вилард Гибс, амерички научник (прем. 1903)[11]
- 1847 — Томас Алва Едисон, амерички проналазач (прем. 1931)[12]
- 1863 — Џон Ф. Фицџералд, амерички политичар (прем. 1950)[13]
- 1892 — Бранко Магарашевић, српски професор, класични филолог и слависта.(прем. 1968)[14]
- 1900 — Ханс-Георг Гадамер, немачки филозоф (прем. 2002)[15]
- 1908 — Вивијан Фукс, британски истраживач (прем. 1999)[16]
- 1909 — Џозеф Л. Манкевиц, амерички редитељ, сценариста и продуцент (прем. 1993)[17]
- 1909 — Сатурнино де ла Фуенте Гарсија, шпански суперстогодишњак. (прем. 2022)[18]
- 1915 — Ричард Хеминг, амерички математичар (прем. 1998)[19]
- 1917 — Сидни Шелдон, амерички књижевник и сценариста (прем. 2007)[20]
- 1920 — Фарук I Египатски, египатски краљ (прем. 1965)[21]
- 1925 — Вирџинија Е. Џонсон, амерички психолог (прем. 2013)[22]
- 1925 — Ким Стенли, америчка глумица (прем. 2001)[23]
- 1926 — Лесли Нилсен, канадско-амерички глумац (прем. 2010)[24]
- 1934 — Мануел Норијега, панамски генерал и војни диктатор (прем. 2017)[25]
- 1934 — Џон Сертиз, енглески возач формуле 1 (прем. 2017)[26]
- 1936 — Берт Рејнолдс, амерички глумац (прем. 2018)[27]
- 1947 — Иринеј Буловић, епископ бачки[28]
- 1947 — Јукио Хатојама, јапански политичар[29]
- 1953 — Џеб Буш, амерички политичар[30]
- 1954 — Злата Петковић, позоришна, филмска и ТВ глумица (прем. 2012)[31]
- 1958 — Пепу Хернандез, шпански кошаркашки тренер
- 1961 — Кери Лоуел, америчка глумица
- 1962 — Шерил Кроу, америчка певачица и текстописац[32]
- 1963 — Хозе Марија Бакеро, шпански фудбалер и тренер[33]
- 1964 — Сара Пејлин, америчка политичарка[34]
- 1967 — Чиро Ферара, италијански фудбалер и фудбалски тренер[35]
- 1969 — Џенифер Анистон, америчка глумица[36]
- 1970 — Фредрик Тордендал, шведски музичар
- 1971 — Дејмијан Луис, британски глумац[37]
- 1972 — Стив Макманаман, енглески фудбалер[38]
- 1973 — Варг Викернес, норвешки музичар, писац и убица.
- 1974 — Ник Бармби, енглески фудбалер и тренер[39]
- 1977 — Мајк Шинода, амерички музичар, продуцент и уметник[40]
- 1980 — Марк Брешано, аустралијски фудбалер[41]
- 1981 — Иван Никчевић, српски рукометаш и репрезентативац[42]
- 1981 — Кели Роуланд, америчка певачица, текстописац, плесачица, глумица, модел и телевизијски водитељ[43]
- 1982 — Нил Робертсон, аустралијски играч снукера[44]
- 1982 — Кристијан Мађо, италијански фудбалер[45]
- 1982 — Натали Дормер, британска глумица[46]
- 1983 — Рафаел ван дер Варт, холандски фудбалски репрезентативац[47]
- 1984 — Небојша Граховац, босански рукометаш[48]
- 1985 — Кејси Делаква, аустралијска тенисерка[49]
- 1987 — Хосе Каљехон, шпански фудбалер[50]
- 1990 — К'оријанка Килчер, америчка глумица[51]
- 1991 — Никола Миротић, црногорски и шпански кошаркаш[52]
- 1992 — Тејлор Лаутнер, амерички глумац[53]
- 1996 — Данил Медведев, руски тенисер[54]
- 1997 — Хуберт Хуркач, пољски тенисер[55]

## Смрти
- 55 — Британик, син римског цара Клаудија. (рођ. 41)[56]
- 244 — Гордијан III, римски цар (238—244). (рођ. 225)[57]
- 641 — Ираклије, источноримски (византијски) цар (610—641). (рођ. 575)[58]
- 731 — Папа Гргур II. (рођ. 669)[59]
- 824 — Папа Паскал I.[60]
- 1503 — Елизабета од Јорка, енглеска краљица. (рођ. 1466)[61]
- 1626 — Пјетро Антонио Каталди италијански математичар и астроном. (рођ. 1552)[62]
- 1650 — Рене Декарт, француски филозоф и математичар. (рођ. 1596)[63]
- 1829 — Александар Грибоједов, руски дипломата, писац и композитор. (рођ. 1795)[64]
- 1868 — Жан Бернар Леон Фуко, француски физичар (рођ. 1819)[65]
- 1901 — Милан Обреновић, кнез 1872—1882. и први нововековни краљ Србије 1882—1889. године[66]
- 1948 — Сергеј Ајзенштајн, најзначајнији руски филмски режисер и теоретичар. (рођ. 1898)[67]
- 1953 — Урош Предић, српски сликар. (рођ. 1857)[68]
- 1963 — Силвија Плат, америчка песникиња, књижевница и ауторка приповедака. (рођ. 1932)[69]
- 1967 — Мило Милуновић, српски сликар (рођ. 1897)[70]
- 1973 — Ј. Ханс Д. Јенсен, немачки физичар, добитник Нобелове награде за физику. (прем. 1907)[71]
- 1978 — Хари Мартинсон, шведски књижевник, добитник Нобелове награде за књижевност. (рођ. 1904)[72]
- 1986 — Френк Херберт, амерички писац. (рођ. 1920)[73]
- 1993 — Десанка Максимовић, српска песникиња. (рођ. 1898)[74]
- 1993 — Роберт В. Холи, амерички биохемичар. (рођ. 1922)[75]
- 1997 — Ксенија Цицварић, певачица. (рођ. 1926)[76]
- 2000 — Роже Вадим, француски редитељ.(рођ. 1928)[77]
- 2002 — Стојан Д. Вујичић био је српски књижевник и посредник између српске, односно југословенске и мађарске културе (рођ. 1933)[78]
- 2002 — Фрањо Кухарић, хрватски кардинал и бивши загребачки надбискуп. (рођ. 1919)
- 2008 — Том Лантош, амерички политичар. (рођ. 1928)[79]
- 2012 — Витни Хјустон, америчка певачица. (рођ. 1963)[80]
- 2014 — Алис Бабс, шведска певачица и глумица. (рођ. 1924)[81]
- 2017 — Фаб Мело, бразилски кошаркаш. (рођ. 1990)[82]

## Празници и дани сећања
- Српска православна црква слави:
  - Свештеномученика Игњатија
  - Свете мученике Романа, Јакова, Филотеја, Иперихија, Авива, Јулијана и Паригорија
  - Преподобног Лаврентија Печерског
- Међународни дан жена и девојака у науци[83]